# Raúl Spoerer
Raúl Eduardo Marcelo Spoerer Carmona (Concepción, 19 de mayo de 1908-Santiago, 15 de marzo de 1985) fue un marino, ingeniero, agricultor y político chileno, miembro del Partido Liberal (PL). Se desempeñó como diputado de la República en representación de la 17.ª Agrupación Departamental (correspondiente a Concepción, Tomé, Talcahuano, Coronel y Yumbel), desde 1957 hasta 1961.

## Familia
Nació en Concepción (Chile) el 19 de mayo de 1908, siendo uno de los nueve hijos del matrimonio conformado por el corredor de comercio Oscar Spoerer Cornou y Florencia Carmona Ibieta. Sus hermanos fueron María, Oscar, Luisa, Victoria, Flor, Valentina, Germán y Gabriela. Era primo de Alberto Spoerer Covarrubias, quien fuera ministro de Salud durante la dictadura militar del general Augusto Pinochet entre 1973 y 1974.
Se casó en Concepción el 25 de diciembre de 1932, con Marta Urrutia de la Sotta, hija del político Ignacio Urrutia Manzano, quien fuera senador y ministro de Defensa Nacional del gobierno del presidente Juan Esteban Montero, y de Ludmilla de la Sotta, hermana del también político Héctor Rodríguez de la Sotta, diputado y ministro de Agricultura. Con su cónyuge tuvo cuatro hijos.

## Carrera pública
Realizó sus estudios en la Escuela de Ingeniería de la Armada de Chile, ingresando como cadete a la Escuela Naval Arturo Prat en 1922. Egresó como guardiamarina ingeniero el 1 de enero de 1927 y el 30 de julio de 1928 ascendió a teniente ingeniero. Dejó la institución con el grado de teniente segundo, pasando a trabajar en la División Submarinos de la misma, puesto al que renunció el 1 de septiembre de 1932.

### Actividades laborales
A continuación, ejerció como ingeniero jefe y administrador de los Altos Hornos de Corral, desde 1932 hasta 1939. De ese último año, hasta 1957, fungió como gerente de la Compañía de Gas de Concepción; más adelante, actuó como director y luego como asesor técnico. Para 1961 se desempeñaba como gerente general de la compañía.
Por otra parte, se dedicó también, a las actividades agrícolas. Fue dueño del Criadero Avícola Concepción, y explotó el fundo "La Compañía", ubicado en la localidad de Bulnes, provincia de Ñuble.

### Actividades políticas
Militó en el Partido Liberal (PL), desempeñándose como presidente del Consejo Agrupacional de la provincia de Concepción de la colectividad.
En las elecciones parlamentarias de 1957, fue elegido como diputado en representación de la 17.ª Agrupación Departamental (correspondiente a los departamentos de Concepción, Tomé, Talcahuano, Coronel y Yumbel), por el período legislativo entre 1957 y 1961. Durante su gestión, integró la Comisión Permanente de Hacienda.

### Actividades posteriores
Entre otras actividades, ocupó el cargo de director de la Universidad de Concepción. Fue socio y director del Club Concepción, del Club Hípico y del Rotary Club, ambos de la misma ciudad; así como también, integrante del Instituto de Ingenieros de Chile y Arquitectos de Concepción y del Centro de Ex Cadetes de la Armada.
Falleció en Santiago de Chile el 15 de marzo de 1985, a los 76 años.